# Krokodilfarkú teju
A krokodilfarkú teju (Crocodilurus amazonicus) a hüllők (Reptilia) osztályába, a pikkelyes hüllők (Squamata) rendjébe és a gyíkok (Sauria) alrendjébe tartozó faj.

## Elterjedése
Amazonas- és Orinoco-medence. Folyók mentén és az időszakosan elárasztott őserdőkben él.

## Megjelenése
Testhossza 55-70 centiméter. Erőteljes testű, nagy gyík. Alapszíne szürke, oldalán, lábain és farkán narancssárga foltok tarkítják. Torka és ajka fehér, fekete hullámvonalakkal díszített. Nagy szeme narancssárga. Oldalról lapított evező farkán kissé kiemelkedő pikkelyek kettős élt alkotnak.

## Életmódja
Nappal aktív. Félig vízi életmódot folytat. Tápláléka ízeltlábúakból, halakból, kétéltűekből és növényzetből áll.
A szaporodást követően tojásokat rak, a fészekalj nagysága ismeretlen.

## Külső hivatkozás
- Képek az interneten a fajról